# Nicolau i Alexandra
Nicolau i Alexandra (original: Nicholas and Alexandra) és una pel·lícula britànica dirigida el 1971 per Franklin J. Schaffner que explica la història de Nicolau II, últim tsar de Rússia, i de la seva dona Alexandra de 1904 a 1918. Ha estat doblada al català.

## Argument
El 1904, Nicolau II, que acaba de tenir un fill, està preocupat per la guerra russo-japonesa, que acaba de començar, i per les reclamacions cada vegada més insistents del seu poble que desitja un govern representatiu. El comte Witte i el Gran Duc Nicolau li aconsellen d'acabar la guerra com més aviat millor i de liberalitzar una mica el seu règim, però el tsar vol continuar sent fidel a l'autocràcia llegada pel seu pare.
El jove hereu Alexis és aviat diagnosticat d'hemofilia. La seva mare Alexandra, emperadriu histèrica poc estimada per la família del seu marit, cau sota l'encant d'un pagès siberià, Rasputin, que l'ha convençut que era l'únic capaç de curar el nen. Fins i tot Nicolau II comença a creure en els seus poders.
Mentre Lenin, Trotsky i Stalin estan fundant el Partit bolxevic a Londres, una manifestació d'obrers dirigida pel papa Iuri Gapon que demanava una liberalització del règim, és durament reprimida pels soldats que disparen a la multitud. Nicolau queda horroritzat quan s'assabenta de la massacre però no el convenç d'accedir a les demandes del seu poble.
Vuit anys més tard, en vigílies del tricentenari de la dinastia dels Romanov, la família imperial és de vacances a Livadia, Crimea. Nicolau II hi rep la visita del seu nou primer ministre Stolypin que li declara que cal allunyar Rasputin, que està portant una vida d'excés a Sant Petersburg i que està desacreditant tota la monarquia. Malgrat les protestes d'Alexandra, el tsar consent a allunyar Rasputin. Poc després de les festes del Tricentenari, Stolypin és assassinat en una representació a l'òpera. Nicolau reacciona dissolent la Duma i enviant la policia a terroritzar els pagesos cremant les seves cases.
En el moment d'un sojorn en Polònia, Alexis té la pitjor crisi d'hemofília des del seu naixement. Els metges no poden o no gosen fer res. Alexandra exigeix cridar Rasputin i decideix trucar-lo ella mateixa. El fals monjo aconsegueix calmar el mal d'Alexis parlant-li per telèfon.
1914, comença la Primera Guerra mundial. Alemanya declara la guerra a Rússia; el Gran Duc Nicolau és nomenat comandant suprem de les tropes. Un any més tard, a causa de les terribles derrotes, Nicolau II decideix prendre ell mateix el comandament. Alexandra s'ha quedat a Sant Petersburg i governa l'Imperi al seu lloc sota la influència oculta de Rasputin i ho fa molt malament. Dos prínceps decadents, el gran duc Dimitri i el príncep Iusúpov, acaben assassinant Rasputin el desembre de 1916.
Febrer de 1917, és la Revolució. Els soldats es neguen a disparar als milers de manifestants que envaeixen la capital. En el tren que el porta a Petrograd, Nicolau II és forçat a abdicar. Kérenski, el nou cap del govern, exilia els Romanov a Sibèria on passen l'hivern 1917-1918. Un bolxevic, Iakovlev, arriba de Moscou a la primavera de 1918 i està encarregat de portar el tsar a la nova capital on el nou govern de Lenin rumia, sembla, fer-li un procés. El tren que porta la família imperial està tanmateix obligat a parar-se a Iekaterinburg on el Soviet local decideix encarregar-se d'ell. Portats a la vil·la Ipatiev, el seu carceller Iurovski, rep l'ordre d'executar-los. Els Romanov són finalment assassinats en una habitació de la planta baixa de la vil·la.

## Repartiment
- Michael Jayston: Nicolau II
- Janet Suzman: Alexandra
- Roderic Noble: Alexis
- Ania Marson: Olga
- Lynne Frederick: Tatiana
- Candace Glendenning: Maria
- Fiona Fullerton: Anastasia
- Harry Andrews: gran Duc Nicolau
- Irene Worth: Maria Fedorovna
- Tom Baker: Rasputin
- Jack Hawkins: El comte Fredericks
- Timothy West: El Doctor Botkine
- Katherine Schofield: Tegleva
- Jean-Claude Drouot: Pierre Gilliard
- John Hallam: Nagorny
- John Wood: El coronel Kobylinski
- Laurence Olivier: El comte Witte
- Eric Porter: Stolypin
- Michael Redgrave: Sazonov
- Maurice Denham: Kokovtsov
- Ralph Truman: Rodzianko
- Gordon Gostelov: Goutchkov
- John McEnery: Kérenski
- Michael Bryant: Lenin
- Vivian Pickles: Kroupskaïa
- Brian Cox: Trotsky
- James Hazeldine: Stalin
- Stephen Greif: Martov
- Steven Berkoff: Pankratov
- Ian Holm: Iakovlev
- Alan Webb: Iakov Iurovski
- Leon Lissek: Aleksandr Avdeïev
- Roy Dotrice: Alekseïev
- Martin Potter: Fèliks Iusúpov
- Richard Warwick: El gran Duc Demetri
- Vernon Dobtcheff: El Doctor Lazovert
- John Shrapnel: Petya
- Alexander Knox: L'ambaixador americà
- Guy Rolfe: El Doctor Fedorov

## Banda sonora original
Totes les cançons foren escrites i compostes per Richard Rodney Bennett. 
| Núm. | Títol                      | Durada |
| ---- | -------------------------- | ------ |
| 1.   | «Overture»                 | 2:19   |
| 2.   | «Nicholas and Alexandra»   | 1:26   |
| 3.   | «The Royal Children»       | 1:23   |
| 4.   | «The Palace»               | 1:00   |
| 5.   | «Sunshine Days»            | 3:21   |
| 6.   | «Alexandra»                | 1:18   |
| 7.   | «The Romanov Tercentenary» | 0:52   |
| 8.   | «Lenin in Exile»           | 1:21   |
| 9.   | «The Princessess»          | 2:20   |
| 10.  | «The Breakthrought»        | 2:35   |
| 11.  | «The Declaration of War»   | 2:55   |
| 12.  | «Extracte»                 | 2:40   |
| 13.  | «The Journey to the Front» | 1:02   |
| 14.  | «Military March»           | 2:40   |
| 15.  | «Rasputin's Death»         | 1:28   |
| 16.  | «The People Revolt»        | 1:19   |
| 17.  | «Alexandra Alone»          | 1:11   |
| 18.  | «Farewells»                | 2:30   |
| 19.  | «Dancing in the Snow»      | 1:11   |
| 20.  | «Departure from Tobolsk»   | 1:30   |
| 21.  | «Elegy»                    | 1:38   |
| 22.  | «Epilog»                   | 1:50   |

## Premis i nominacions

### Premis
- 1972. Oscar al millor vestuari per Yvonne Blake i Antonio Castillo
- 1972. Oscar a la millor direcció artística per John Box, Ernest Archer, Jack Maxsted, Gil Perrondo i Vernon Dixon

### Nominacions
- 1972. Oscar a la millor pel·lícula
- 1972. Oscar a la millor banda sonora per Richard Bedford Bennett
- 1972. Oscar a la millor actriu per Janet Suzman
- 1972. Oscar a la millor fotografia per Freddie Young
- 1972. Globus d'Or al millor actor secundari per Tom Baker
- 1972. Globus d'Or a la millor nova promesa masculina per Tom Baker
- 1972. Globus d'Or a la millor nova promesa femenina per Janet Suzman
- 1972. BAFTA a la millor direcció artística per John Box
- 1972. BAFTA al millor vestuari per Yvonne Blake i Antonio Castillo
- 1972. BAFTA a la millor nova promesa per Janet Suzman
- 1973. Grammy a la millor banda sonora escrita per pel·lícula o televisió per Richard Rodney Bennett

## Al voltant de la pel·lícula
- La pel·lícula ha estat rodada a Espanya i Iugoslàvia.
- Diversos actors van ser tinguts en consideració pel paper de Rasputin abans que sigui assignat a Tom Baker. Se li va demanar a Laurence Olivier però se li va donar finalment el del comte Witte. Peter O'Toole i Marlon Brando han estat igualment convidats a interpretar-lo i sembla que Yul Brynner l'hauria demanat activament.
- Roderic Noble ha estat escollit per la seva semblança amb el tsarevitx Alexis.
- Hom pot adonar-se de nombroses inexactituds històriques a la pel·lícula. Ni l'autor del llibre, Robert K. Massie, ni els realitzadors no en poden ser responsables. Sembla que el govern soviètic de l'època hauria exigit que només fossin mostrats els fets reconeguts llavors per la Unió soviètica.

## Inexactituds històriques a la pel·lícula
- Stalin no era present en el congrés de fundació del Partit bolxevic que va tenir lloc el 1903 i no el 1905.
- A la pel·lícula, Stolypin organitza les Festes del Tricentenari dels Romanov que va tenir lloc el 1913, però va ser assassinat en 1911, dos anys abans.
- Segons els records deixats per Fèliks Iusúpov i pel diputat Pourichkevitch (que no és mencionat a la pel·lícula), responsables de l'assassinat de Rasputin, les circumstàncies que envolten l'homicidi d'aquest han estat singularment transformades a la pel·lícula.
- A la pel·lícula, Goutchkov i Rodzianko demanen l'abdicació de Nicolau II al tren imperial. En realitat, Goutchkov era acompanyat del diputat monarquista Basile Choulguine.
- El lloc de detenció dels Romanov a Tobolsk, Sibèria és situat en ple camp a la pel·lícula. En realitat, el casalot era al centre de la ciutat.
- A la pel·lícula, Iakovlev porta tots els Romanov a Iekaterinburg. En realitat, només va portar Nicolau II, Alexandra i la seva filla Maria. Alexis es va quedar amb les seves tres altres germanes a Tobolsk perquè estava massa malalt per viatjar. Es van reunir amb els seus pares algunes setmanes més tard.
- A la vil·la Ipatiev, els Romanov comparteixen la seva sort amb el doctor Botkine. En realitat, hi havia igualment altres tres presoners a la casa, la minyona Demidova, el cuiner Kharitonov i el criat Troupp que van ser assassinats tots amb el tsar i la seva família.